# M22 Locust
L'M22, generalmente noto come Locust dal soprannome affibbiatogli dai britannici ma ufficialmente designato M22 Light Tank, è stato un carro armato leggero progettato tra 1941 e 1942 dagli Stati Uniti per fornire alle truppe paracadutiste un immediato appoggio blindato sin dalle prime fasi dell'atterraggio, debolezza colta dai vertici militari statunitensi nelle pur vittoriose operazioni dall'aria concluse dalla Wehrmacht.
Nella primavera 1941 furono emesse le specifiche e tre prototipi furono costruiti dalla Marmon-Herrington Company in momenti diversi; furono collaudati con una certa rapidità e si confermò la possibilità di trasporto al di sotto della fusoliera di un Douglas C-54 Skymaster. Nell'aprile 1943 l'M22 entrò in servizio e ne iniziò immediatamente la produzione da parte della Marmon-Herrington, che totalizzò 830 esemplari. Tuttavia l'United States Army e l'USAAF non impiegarono mai il carro in azione perché ci si avvide di difetti e manchevolezze solo a fine anno. Inoltre la modestia del cannone da 37 mm che armava il veicolo rendeva pressoché impossibile contrastare con buone probabilità di successo i blindati pesanti tedeschi. Avendo poi constatato che, per il trasporto mediante il C-54, era necessario estrarre la torretta, imballarla nell'aereo e poi rimontarla una volta a terra, i vertici militari statunitensi si espressero negativamente per un utilizzo massiccio dell'M22 che, così, fu messo da parte nel settembre 1944. Solo il British Army ne fece un impiego molto limitato nell'operazione Varsity (marzo 1945), quando lanciò una decina di unità.
Dopo la fine della seconda guerra mondiale buona parte degli M22 fu rottamata, ma un gruppo di Locust fu ceduto dai britannici al Regno d'Egitto alla fine degli anni quaranta.

## Storia

### Sviluppo
Nel corso degli anni trenta lo United States Army venne a conoscenza degli esperimenti sovietici di "carri armati volanti", piccoli corazzati armati solo di mitragliatrice e agganciati alla fusoliera di bombardieri capaci, che li sganciavano direttamente sugli aeroporti o le zone appena occupate dai paracadutisti dell'Armata Rossa. Questi tentativi destarono un certo interesse tra gli ufficiali statunitensi che, tuttavia, non avevano i mezzi o il denaro per condurre ricerche. Nel corso della campagna di Francia del 1940, l'impiego audace e massiccio di formazioni paracadutiste da parte della Wehrmacht colpì profondamente i vertici militari americani ma, al contempo, dimostrò che un immediato supporto corazzato poteva fare la differenza per i gruppi sparpagliati di paracadutisti, del tutto vulnerabili ai veicoli avversari. Il 27 febbraio 1941 lo United States Ordnance Department organizzò dunque una riunione di ufficiali provenienti dall'arma della fanteria, dall'Armored Force e dall'USAAF per considerare lo sviluppo di un carro armato leggero aviotrasportabile; furono invitati anche rappresentanti dalla Commissione acquisti britannica, dettasi interessata a un simile mezzo. Nel corso delle discussioni furono stabilite le specifiche tecniche e l'USAAF si assunse la responsabilità di trovare un aereo adeguato. Nel maggio 1941 furono rese note le caratteristiche desiderate: peso non superiore a 8 short ton a vuoto (ovvero 7,3 tonnellate), armamento su un pezzo da 37 mm o 57 mm coadiuvato da una mitragliatrice coassiale, dimensioni grossomodo pari a 3,50 × 2,15 × 1,70 metri. Fu inoltre previsto che la torretta fosse equipaggiata con un motorino elettrico per il brandeggio e un giroscopio atto a rendere il tiro più preciso. L'aggiunta di ulteriori armi automatiche fu lasciata nel campo delle possibilità. La notevole sfida tecnica fu raccolta dalla Marmon-Herrington Company, dalla Pontaic Division della General Motors e infine dall'estroso ingegnere J. Walter Christie che, dagli anni venti, aveva proposto e difeso il concetto di carro armato paracadutabile. La Marmon-Herrington vinse l'appalto esclusivo per il blindato poiché il suo progetto era quello meno costoso e, nel novembre 1941, ne presentò un simulacro parziale in legno, designato "T9 Light Tank (airborne)" e frutto della collaborazione con il reparto dell'Ordnance Department afferente alla progettazione dei carri armati.

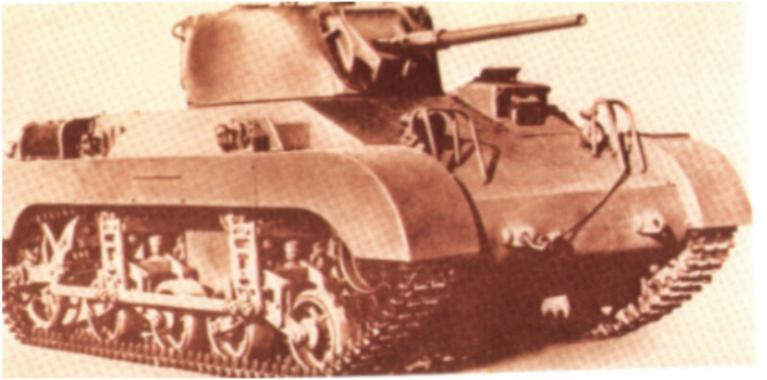
Il prototipo T9E1 oppure uno dei primi M22 usciti dalla fabbrica, come rivela la squadrata postazione del pilota

Il simulacro fu trasferito, incompleto, alla Douglas Aircraft Company per verificare se fosse possibile assicurarlo sotto la fusoliera del Douglas C-54 Skymaster, in procinto di entrare in servizio, grazie a una sorta di montacarichi: poiché la luce libera tra fondo della fusoliera e terreno era moderata, fu previsto sin da subito che la torretta sarebbe stata trasportata nell'aereo e rimontata una volta a terra; prove e misurazioni dettero esito positivo e la Marmon-Herrington ebbe via libera per costruire un prototipo in acciaio dolce, consegnato nell'aprile 1942. Si trattava di un mezzo in lamiera saldata con corazzatura spessa al massimo 25 mm; la torretta, ottenuta mediante colata in stampi, era armata con un cannone M6 da 37 mm e una Browning M1919 da 7,62 mm coassiale. Altre due, in postazione fissa, erano state inserite nel muso dello scafo, dove sedeva il pilota, mentre in torretta trovavano posto comandante e cannoniere. Il prototipo fu portato alla Douglas allo scopo di confermare la fattibilità del trasporto con il C-54, reso possibile da quattro staffe (una per ogni angolo dello scafo). Dopodiché il mezzo fu sottoposto a una serie di collaudi che, però, evidenziarono un eccessivo peso: di conseguenza furono eliminati il giroscopio, il motore della torretta e le mitragliatrici fisse. Inoltre la torretta, di forma rettangolare ad angoli stondati, subì alcune variazioni e la porzione anteriore dello scafo fu del tutto riprogettata con muso arrotondato e un'accentuata inclinazione balisticamente vantaggiosa. Nel novembre 1942 la compagnia industriale ebbe disposizione di produrre due prototipi integranti le modifiche (T9E1) e i due carri furono a lungo collaudati dal personale del 28th Airborne Tank Battalion al poligono di Aberdeen e in quello privato della General Motors; l'organo direttivo dell'Armored Force volle eseguire altre prove a Fort Knox. In seguito uno fu inviato nel Regno Unito perché anche i britannici potessero valutarlo.
Nell'aprile 1943 il T9E1 fu ufficialmente accettato dalle forze armate statunitensi con la denominazione "M22 Light Tank". Il nome "Locust" fu coniato dalle truppe britanniche e, nel dopoguerra, si impose presso il grande pubblico e nell'editoria.

### Produzione

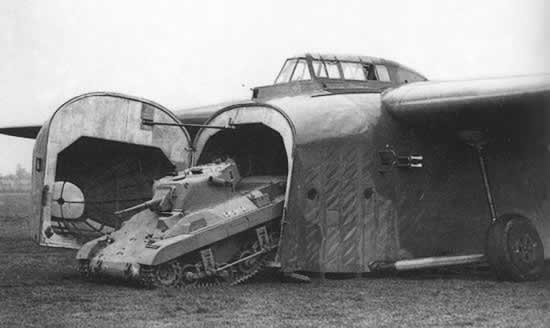
Un Locust abbandona l'aliante Hamilcar che lo ha portato a terra nel corso di un'esercitazione

Sempre nell'aprile 1943, ma prima dell'immissione in servizio, il comitato riunito dall'Ordnance Department e i vertici delle forze armate statunitensi richiesero la produzione in serie del veicolo, affidata esclusivamente alla Marmon-Herrington. Già nell'aprile 1942 la ditta era stata informata di tenersi pronta per una commessa di 500 esemplari, poi elevata a 1 900. In ogni caso problemi tecnici, inaffidabilità di alcune componenti, la constatazione che l'M22 era irrimediabilmente superato come mezzo corazzato rispetto agli avversari che si sarebbe ritrovato ad affrontare convinsero a cessare la produzione nel febbraio 1944: in totale furono consegnate 830 unità. In corso di produzione fu data massima importanza alla semplicità strutturale della torretta e del cesto solidale, appunto per rendere il più rapido possibile il riassemblaggio sul campo di battaglia. Inizialmente squadrata, la copertura sporgente per la testa del pilota fu modificata nel corso della produzione e integrò pareti laterali più spioventi.

### Impiego operativo
La prima grande azione di truppe paracadutiste alleate, parte dello sbarco in Sicilia, avvenne nel luglio 1943 e, quindi, ancora nessun reparto su M22 era stato addestrato convenientemente. In seguito le critiche mosse alla modestia delle armi di bordo, specie il pezzo da 37 mm che avrebbe incontrato difficoltà notevoli nel contrastare carri armati e cannoni d'assalto tedeschi, fecero sì che gli alti comandi statunitensi eliminassero gli M22 dalle previste operazioni aviotrasportate connesse all'operazione Overlord. Oltretutto le esercitazioni con i C-54 avevano evidenziato la necessità assoluta di grandi piste aeree per sganciare il carro armato dall'aereo e quindi rimettere in posizione la torretta: queste manovre richiesero in media dieci minuti e, pertanto, avrebbero vanificato qualsiasi sorpresa tattica. Poiché l'M22 era troppo ingombrante anche per i C-54, l'Esercito statunitense rinunciò a impiegarlo e nel settembre 1944 autorizzò a riclassificare il carro come limited standard. Significava che la produzione di parti di ricambio doveva cessare e che la manutenzione si sarebbe avvalsa della cannibalizzazione; gli M22 potevano essere adoperati nelle scuole militari e, una volta divenuti inservibili, ne era prevista la demolizione.

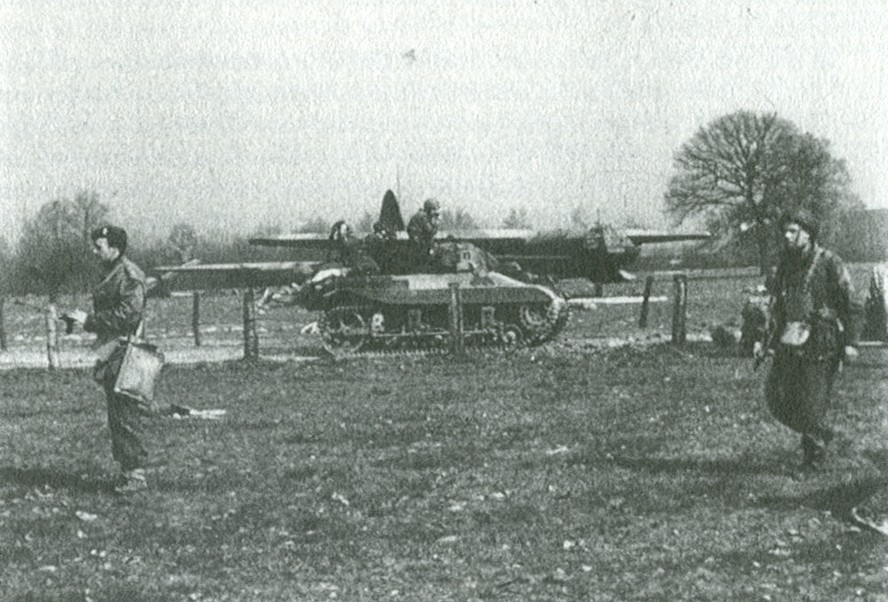
Operazione Varsity: uno dei Locust superstiti dopo la riuscita dell'assalto aereo; in secondo piano si scorgono i relitti di due Hamilcar

Il Regno Unito, al contrario, era riuscito a immettere in servizio il grande aliante General Aircraft Hamilcar, espressamente progettato per trasportare carri armati e altri carichi massicci. Interessati all'M22, i britannici ne ottennero 260 esemplari in virtù della legge affitti e prestiti. Tutti furono dotati di lanciagranate fumogene ai lati della torretta e un certo numero fu equipaggiato con l'adattatore Littlejohn, che sfruttava il principio dell'anima conica per imprimere un'impressionante velocità al proietto; combinato con speciali granate perforanti al tungsteno, consentiva al Locust di accettare il combattimento anche contro blindati ben protetti. Peraltro il dispositivo, dopo pochi spari, diveniva inutilizzabile. Furono proprio le forze armate britanniche a schierare i Locust in battaglia. La prima occasione fu l'operazione Tonga in Normandia, nella notte tra il 5 e il 6 giugno 1944, pare senza grandi risultati; poi, il 24 marzo 1945, sei/otto/nove Locust parteciparono all'operazione Varsity. Inquadrati nel reggimento corazzato esplorante della 6th Airborne Division, i Locust sopravvissero al trasporto vessato dalla contraerea tedesca ma oltre la metà fu distrutta o resa inutilizzabile subito dopo l'atterraggio. I rapporti descrivono come uno dei carri rimasti indenni uccise oltre cento soldati tedeschi prima di essere messo fuori combattimento a sua volta.
Nel luglio 1945 i Locust furono dichiarati obsoleti dal War Office e subito ritirati dal servizio. Una parte degli esemplari fu rivenduta a commercianti di rottami in Belgio.

## Tecnica

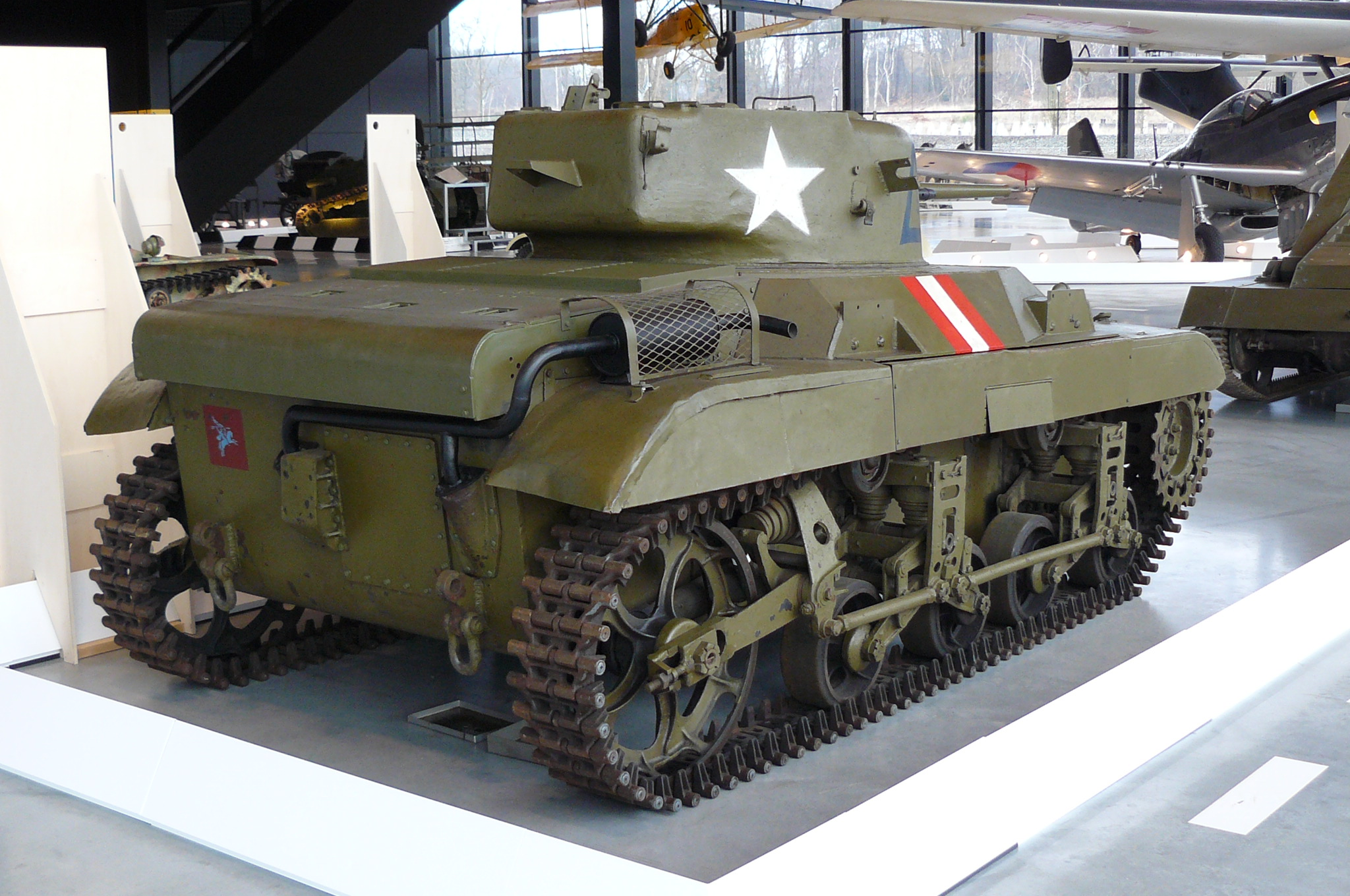
Vista posteriore destra di tre quarti dell'M22 conservato al Nationaal Militair Museum, Soesterberg (Paesi Bassi): è possibile individuare la molla ammortizzatrice della grossa ruota di rinvio

L'M22 Light Tank "Locust" era lungo 3,94 metri – 3,97 metri contando anche l'estremità della volata del cannone – largo 2,25 metri e alto 1,84 metri; la luce libera tra terreno e fondo dello scafo era di 25 cm. Il peso in ordine di combattimento ammontava a 7,44 tonnellate e, in questo stato, il mezzo generava una pressione specifica al suolo di 0,50kg/cm². L'equipaggio annoverava tre persone: il comandante avente anche funzione di servente sedeva sul lato destro della torretta, il cannoniere a sinistra e infine, in un abitacolo nella porzione sinistra dello scafo, trovava posto il conducente. I militari in torretta disponevano ciascuno di un proprio portello, incernierato posteriormente, e di un periscopio girevole; il pilota poteva schiudere la parte superiore della sua postazione. In battaglia osservava l'esterno attraverso una feritoia orizzontale con spessa vetratura, ma questa componente fu cambiata a partire dal 28º esemplare con un sistema più sicuro, costituito da un portellino sigillabile con un blocco in acciaio. Anch'egli, comunque, poteva fare affidamento su un periscopio.
La massa era stata ridotta al massimo risparmiando soprattutto sulla corazzatura. I punti più protetti erano lo postazione a sbalzo del pilota sul lato sinistro dello scafo, spessa 25 mm su tutti i lati, e la singola piastra curva sul muso dello scafo, sempre da 25 mm. Le fiancate verticali avevano protezioni da 13 mm e così il lato posteriore, tuttavia inclinato di 9° rispetto alla verticale. La grande lastra frontale a copertura degli organi di trasmissione era spessa 12,7 mm ma inclinata a 65°; a 45° erano invece le pareti della sovrastruttura, il cui spessore era assottigliato ad appena 9,53 mm. Stesse protezioni aveva il cielo dello scafo, mentre il fondo era da 12,7 mm. L'assemblaggio avveniva per mezzo della saldatura ed erano state adoperate parti in acciaio omogeneo laminato. La torretta invece era ottenuta con colata in stampi e su tutti i lati era spessa 25 mm, mantelletto compreso (che però godeva di un'inclinazione di 50°): al contrario, il tetto orizzontale andava da 9,53 mm a 19 mm. In ogni caso test condotti verso la fine della seconda guerra mondiale rivelarono che il mezzo era vulnerabile persino alla Browning M2 da 12,7 mm. L'anello di rotolamento aveva un diametro di 120,5 cm e l'interno della torretta, tra equipaggio e armi, era decisamente disagevole. La dotazione offensiva principale era un cannone M6 da 37 mm L/56 e, alla sua destra, era installata una mitragliatrice Browning M1919 da 7,62 mm; le due armi condividevano lo stesso affusto M53 e, nel carro, v'era spazio a sufficienza per trasportare cinquanta granate e 2 500 cartucce. Puntamento, alzo (da +30° a -10°) e brandeggio della torre, del cannone e della mitragliatrice era completamente manuali.

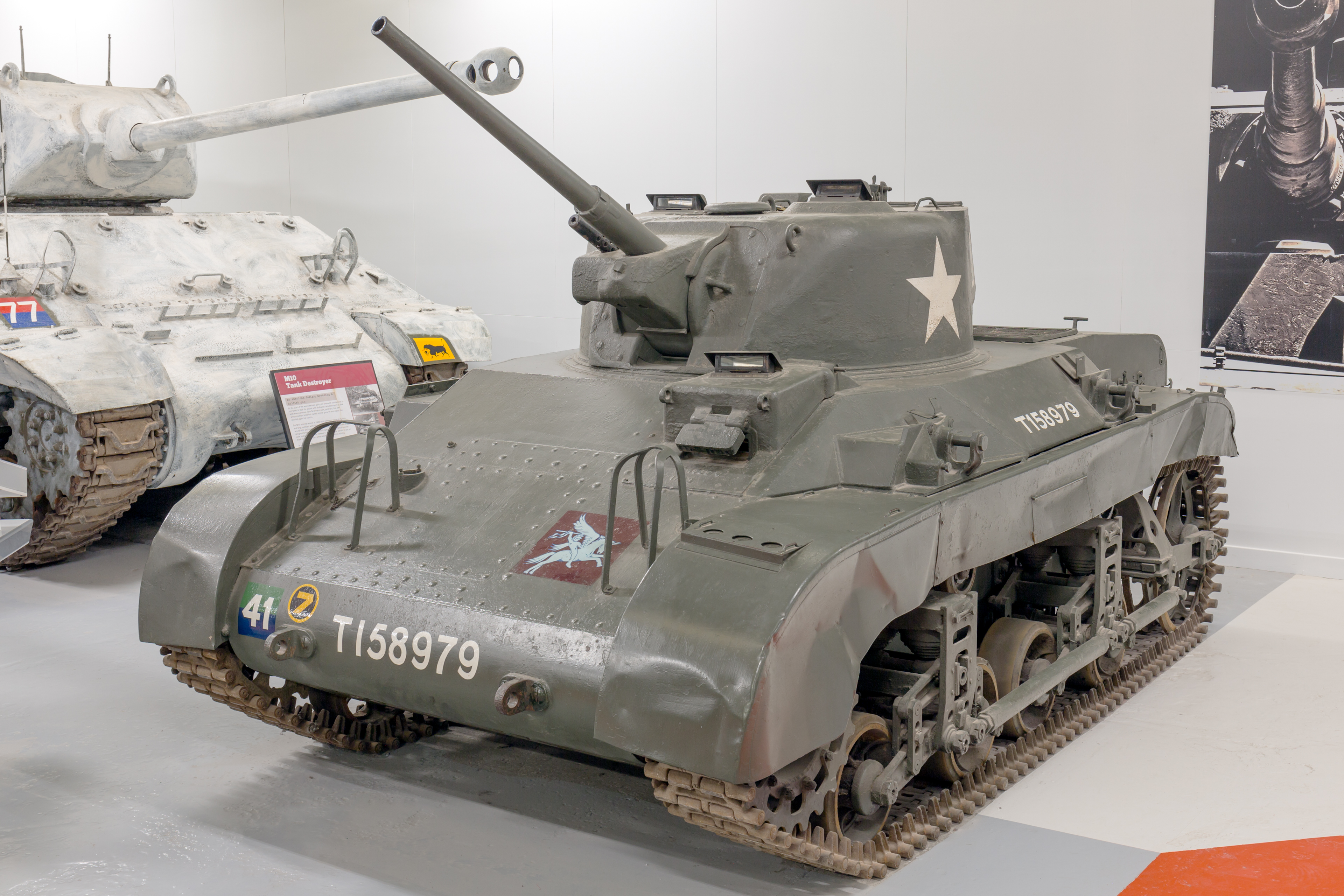
L'esemplare in mostra al Bovington Tank Museum: si notano chiaramente la sede del conducente e i periscopi dell'equipaggio

Il propulsore era stato sistemato sul lato destro dello scafo posteriore. Era un quattro tempi Lycoming O-435T a sei cilindri contrapposti, alimentato a benzina e fornito di turbocompressore (da cui la "T"); generava una potenza di 162 hp a 2 800 giri al minuto e una coppia di 490 N·m a 2 100 giri al minuto. L'albero motore era connesso alla trasmissione anteriore e alla scatola del cambio manuale, che consentiva quattro marce avanti e una retromarcia; la terza e quarta marcia erano però coadiuvate da un sincronizzatore. I tubi di scarico uscivano dal retro del veicolo e piegavano in alto verso destra, per inserirsi nella marmitta fissata al parafango. Le componenti interagivano con il sistema di guida a leve direzionali, freni meccanici e differenziali assistiti, in modo tale da far rallentare o bloccare completamente uno o entrambi i cingoli; differenziali e freni agivano sulle ruote motrici anteriori, con corona a ventidue denti. Il treno di rotolamento era poi composto da quattro ruote portanti e una ruota di rinvio a contatto con il suolo. Le ruote portanti erano accoppiate a due carrelli, ciascuno asservito a una sospensione a molloni verticali, e la ruota di rinvio era equipaggiata con una propria molla, oltre a servire per regolare la tensione dei cingoli. Questi erano del modello T78: larghi 283 mm, erano composti da 106 maglie in acciaio stampato e unite a secco, dal passo di 7,6 cm; ogni maglia aveva una guida a dente sul lato esterno. La corsa superiore dei cingoli era sostenuta da due rulli. Allo scopo di irrobustire l'intero treno di rotolamento i carrelli erano stati collegati con un elemento orizzontale esterno, replicato per il carrello posteriore e la ruota di rinvio.
Grazie al serbatoio da 215 litri, l'M22 aveva un'autonomia su strada di circa 180 chilometri/217chilometri e, sulla stessa superficie, poteva raggiungere la velocità massima di 56 km/h; su terreni accidentati o non preparati poteva esprimere non oltre i 48 km/h. I test sulle prestazioni mostrarono che era capace di affrontare guadi di circa 90 cm, superare trincee larghe fino a 1,70 metri e gestire pendenze del 50%. Il raggio di sterzata minimo a velocità sostenuta misurava un diametro di 12 metri.

## Varianti
T9E2
Rimasto allo stadio di progetto, era dotato di un mortaio M1 modificato per essere caricato dalla culatta.
T18 Light Tractor
Si trattava di un M22 senza torretta e parzialmente scoperto, capace di prendere a rimorchio un obice M3 da 105 mm (distribuito ai reparti paracadutisti. Il T18 avrebbe inoltre ospitato i cinque serventi del pezzo. Fu costruito e valutato un solo prototipo alla fine del 1943, in ultimo rifiutato.

## Altri utilizzatori
Immediatamente dopo la fine della seconda guerra mondiale il Regno d'Egitto, in regime di protettorato sotto l'Impero britannico, creò alcune formazioni corazzate con gli equipaggiamenti più obsoleti scartati dai britannici. In un momento imprecisato tra il 1945 e l'inizio della guerra arabo-israeliana del 1948 gli egiziani comprarono una discreta quantità di Locust e li organizzarono in un battaglione, impiegato in combattimento.

## Esemplari esistenti
Esemplari integri e talvolta funzionanti di M22 si trovano nelle seguenti istituzioni o località:

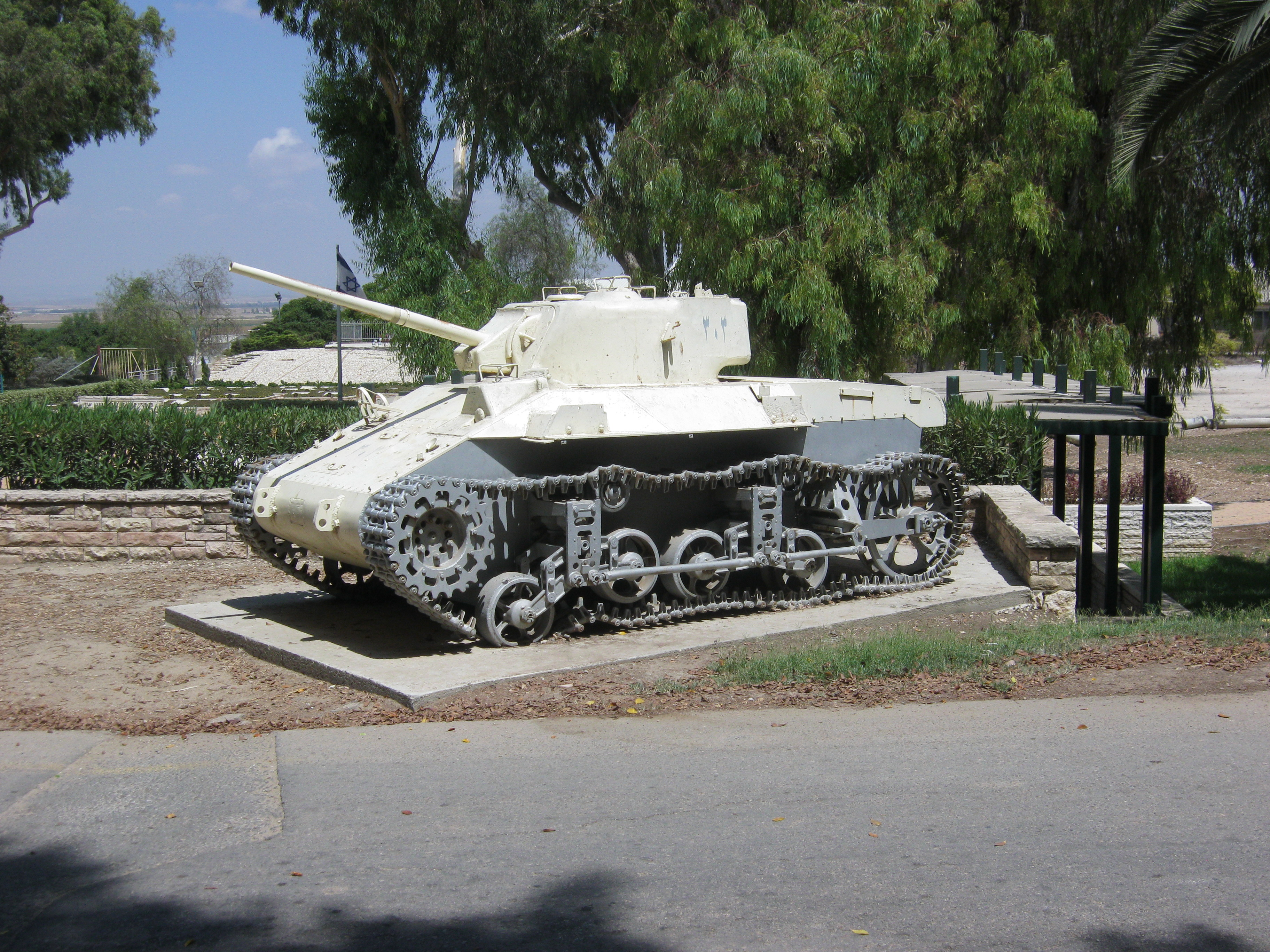
Uno dei Locust adoperati dagli egiziani nel 1947-1949: messo fuori uso presso il kibbutz di Negba, vi è stato lasciato sotto forma di monumento

- Cavalry Tank Museum (Ahmednagar, India).
- Nationaal Militair Museum (Soesterberg, Regno dei Paesi Bassi).
- Museo reale dell'esercito e della storia militare (Bruxelles, Belgio).
- Negba, Israele.
- Military Museum of Southern New England (Danbury, Stati Uniti).
- United States Army Ordnance Training and Heritage Center (Fort Lee, Stati Uniti).
- Rock Island Arsenal Museum.
- Roberts Armory World War II Museum (Rochell, Stati Uniti).
- National Armor and Cavalry Museum (Fort Benning, Stati Uniti).
- Military Vehicles Technology Foundation (Portola, Stati Uniti).
- World War II US Military Vehicle Museum (San Rafael, Stati Uniti).
- Hugh Movie Supplies (Chichester, Regno Unito).
- The Wheatcroft Collection, privata (Leicestershire, Regno Unito).
- Collings Foundation, privata (Stow, Stati Uniti).
- Institute of Military Technology (Titusville, Stati Uniti).